# Aurora Dan
Aurora Dan (nume de fată Aurora Crișu; n. 5 octombrie 1955, București, România) este o scrimeră română specializată pe floretă, vicecampioană pe echipe la Jocurile Olimpice de vară din 1984 de la Los Angeles.

## Carieră
S-a apucat de scrimă cu antrenorul Lucian Glișcă la CS Viitorul București, apoi s-a antrenat la CS Dinamo cu Andrei Vâlcea, Vasile Chelaru și Ștefan Haukler.
În 1980 a participat la proba pe echipe la Jocurile Olimpice din 1980, unde România s-a clasat pe locul 9. A devenit campioană națională în 1981 și 1982. A cucerit medalia de argint la individual și medalia de aur pe echipe la Universiada de vară din 1981. În cadrul Jocurilor Olimpice din 1984 a luat parte la ambele probe, clasându-se pe locul 9 la individual. La proba pe echipe, delegația României, în componența Rozalia Oros, Elisabeta Tufan-Guzganu, Monica Weber, Marcela Zsak și Aurora Dan, a obținut medalia de argint.
După ce s-a retras, a devenit antrenoare de scrimă la CS Dinamo. Este căsătorită cu handbalistul olimpic Dan Marin.